# 오스트리아의 엘레오노레
오스트리아의 엘레오노레(독일어: Leonor de Austria, 1498년 11월 15일 ~ 1558년 2월 25일) 또는 엘레오노레 폰 카스틸리엔(독일어: Eleonore von Kastilien 엘레오노레 폰 카스틸리엔[*])은 합스부르크가의 일원이며 포르투갈 마누엘 1세의 왕비(1518–1521)였다가 사별한후 프랑스의 프랑수아 1세의 왕비(1530–1547)였다. 합스부르크 펠리페 1세와 스페인 광녀 후아나 사이에서 장녀로 태어났다. 스페인어와 포르투갈어로 "레오노르(Leonor)"라고 불리고, 프랑스어로 "엘레아노르(Eléonore)"라고 불린다.
신성 로마 제국의 황제 카를 5세가 엘레오노레보다 2살 어린 남동생이다.

## 어린 시절
현 벨기에 르우벤(Leuven)에서 태어났다. 아버지 펠리페 1세는 신성로마 황제 막시밀리안 1세와 그의 첫번째 왕비 마리의 아들이었으며, 어머니 후아나는 아라곤의 페르난도 2세와 카스티야의 이사벨 1세의 딸이었다. 그녀의 형제자매는 신성로마제국 황제 카를 5세, 신성로마 황제 페르디난트 1세, 덴마크의 이사벨라 왕비, 헝가리의 메리 왕비, 포르투갈의 캐서린 왕비였다.
그녀가 어렸을 때, 엘레오노레의 친척들은 그녀를 미래의 잉글랜드 왕이될 헨리 왕자와 결혼시키려고 했다. 그러나 1509년에 헨리 7세가 죽고 헨리 8세가 왕이 되었을 때, 헨리 8세는 엘레오노의 이모인 아라곤의 캐서린과 결혼하였다. 이후 프랑스 국왕 루이 12세, 프랑수아 1세, 폴란드 국왕 지기스문트 1세 등과 혼담이 오갔으나 성사 되지 못했다. 1510년에는 로레인 공작 앙투안과도 혼담이 오고갔다.

## 포르투갈 왕비
그녀의 이종사촌인 포르투갈의 주앙 왕세자(훗날 주앙 3세)와 혼담이 오고갔으나 최종적으로는 포르투갈 국왕 마누엘 1세와 결혼했다. 그녀의 동생 카를로스 1세(카를 5세)는 카스티야의 반란에 대한 포르투갈의 원조 가능성을 차단하기 위해 엘레오노레와 마누엘 1세(1469~1521)의 결혼을 주선했던 것이다. 마누엘 1세는 이전에 엘레오노레의 이모 두명, 아라곤의 이사벨과 아라곤의 마리아와 결혼했었기에 그녀는 마누엘 1세의 3번째 왕비가 되었다.
마누엘 l세와 엘레오노레는 1518년 7월 16일에 결혼했다. 두 아이를 낳았는데 1520년에 태어난 장남 카를로스는 이듬해 사망했고 1521년에 태어난 딸 마리아아는 건강하게 성장하였다. 1521년 12월 13일, 마누엘 1세가 페스트로 죽자 미망인이 되어 동생 카를 5세의 스페인 궁정으로 돌아왔다. 1523년 7월, 부르봉 공작 샤를 3세와 약혼하였으나 결혼에 이르지는 못했다. 1525년 10월, 엘레오노레의 여동생 캐서린은 엘레오노레의 의붓아들인 포르투갈의 국왕 주앙 3세와 결혼했다.

## 프랑스 왕비

### 파비아 전투

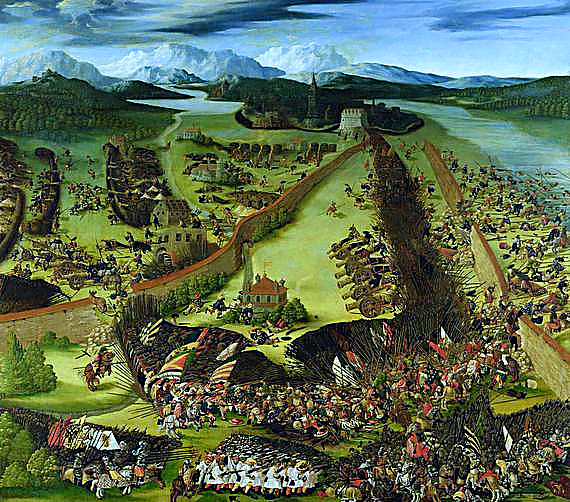
파비아 전투 (1525년 2월 24일)

1525년 2월 24일, 이탈리아에서 벌어진 파비아 전투에서 프랑스는 신성로마제국에 대패하였다. 경쟁자였던 카를 5세가 1519년에 황제에 선출되자 이에 불만을 품고 1521년에 프랑스가 전쟁을 일으켰다. 1515년에 있었던 마리냐노 전투에서 대승한 이후 프랑수아 1세는 자신감이 가득했는데 예상과 달리 프랑스가 고전하였다. 이에 프랑스 국왕 프랑수아 1세가 직접 군대를 이끌고 파비아 전투에 참전했다. 그러나 참패를 당하며 프랑수아 1세 마저 생포된 후 마드리드로 압송되었다.

### 마드리드 조약
프랑수아 1세는 1년에 가까운 포로 생활 끝에 1526년 1월 14일, 굴욕적인 마드리드 조약을 체결하고 나서 같은 해 2월에 석방되었다. 마드리드 조약 내용 중에는 카를 5세의 누이 엘레오노레와 프랑스아 1세가 결혼한다는 조항이 있었으며 석방전에 대리인을 내세워 약혼까지 하였다. 그러나 프랑스로 돌아온 프랑수아 1세는 혼인 약속을 이행하지 않았다. 가톨릭 교도이자 한 나라의 국왕으로서 국가 간에 체결된 정식 조약을 이행하지 않은 것에 대한 응징이 필요했으나 카를 5세는 그냥 넘어갈 수밖에 없었다. 그의 제국이 넓은 만큼 당장 해결해야 될 문제들이 산적해 있었기 때문이었다.

### 광활한 제국

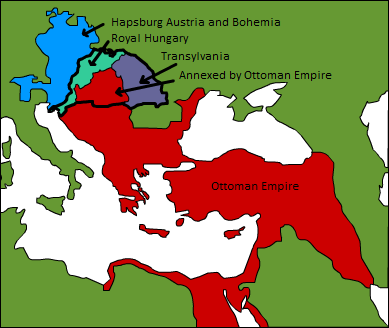
모하치 전투(1526)이후 헝가리 왕국

1524년에 독일 남부에서 발생한 독일 농민 반란은 한때 약 30만 명이 가담하여 대규모로 확대되었다. 1525년 파비아 전투에 승리한 후 이탈리아에 있던 용병들을 급히 독일로 파견하여 진압에는 성공하였으나 1526년에 오스트리아에서 다시 농민 반란이 일어났다. 또한 마틴 루터의 종교 분열 행위로 인해 상당수 독일내 귀족들이 이에 동조하였고 황제로서 권력 장악력이 약해져 있었다.
신교 세력도 분쇄해야 하는데 설상가상으로 오스만이 서진 정책의 일환으로 헝가리 침공하려는 움직임이 포착되었다. 이는 프랑수아 1세를 석방하기 위해 프랑스가 이례적으로 이교도 국가인 오스만의 도움을 요청하였기에 비롯된 것이었다. 결국 오스만의 술레이만 1세는 1526년 8월에 헝가리를 침공하여 모하치 전투를 통해 헝가리 국왕 러요시 2세를 전사 시키고 헝가리를 정복함으로 인해 합스부르크는 긴장할 수밖에 없었다.

### 캉브레 조약

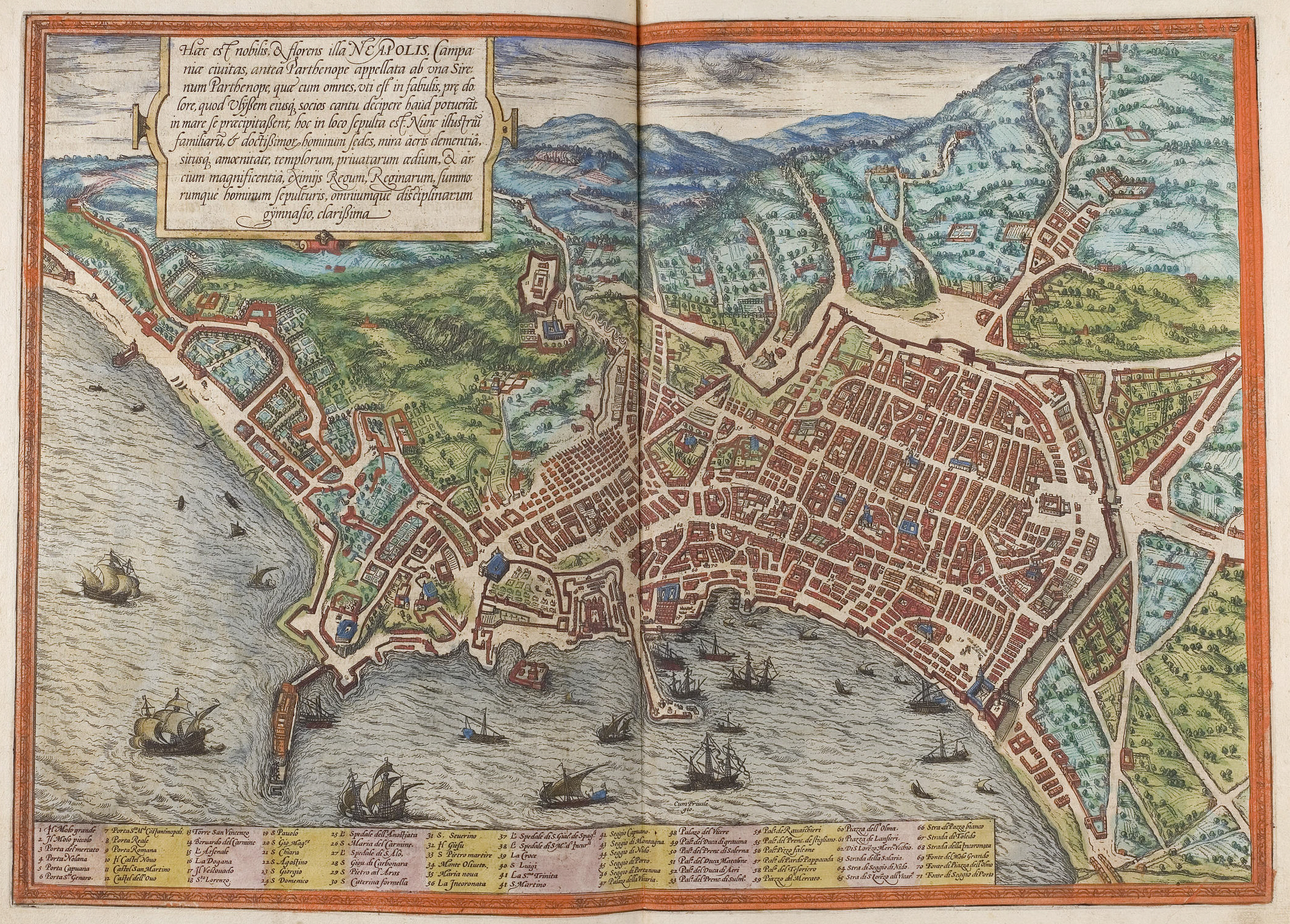
코냑동맹전쟁中 나폴리 공성전

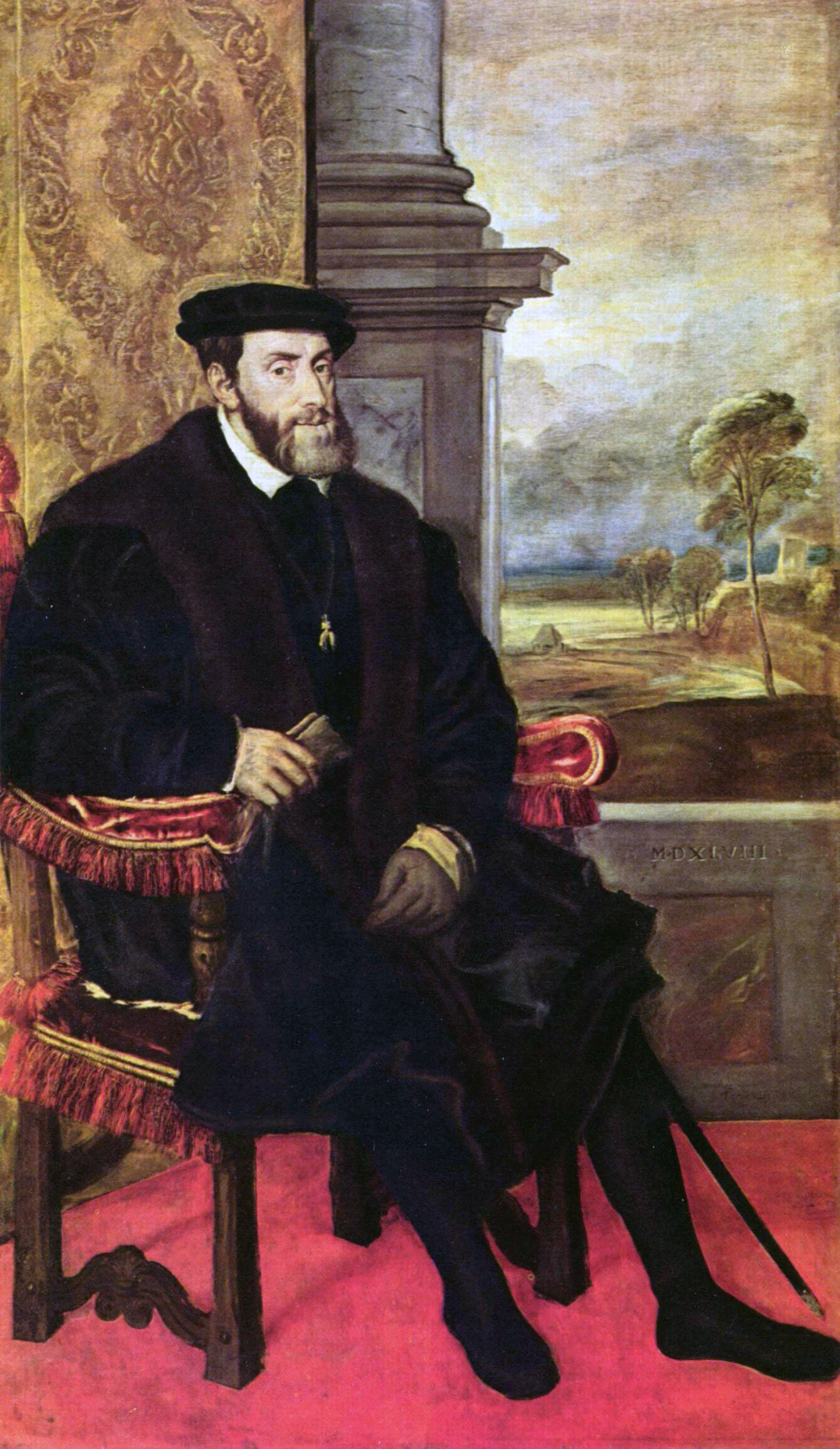
노년의 카를 5세

1526년, 교황 클레멘스 7세가 주도하여 프랑스, 밀라노 등 이탈리아 도시국가들이 군사동맹을 맺고 합스부르크 카를 5세를 상대로 코냑동맹 전쟁을 일으켰다. 전쟁은 카를 5세의 승리로 끝이 났다. 1529년 패전국인 프랑스와 종전을 위한 캉브레 조약을 맺으며 마드리드 조약의 준수를 못박았다. 이 조약으로 인해 엘레오노레와 프랑수아 1세의 결혼이 재추진되었다. 엘레오노레는 1531년 5월 31일 생 드니(Saint-Denis)에서 프랑스 왕비로 즉위했다. 그녀는 대관식에서 보라색 벨벳 옷을 입고 있었다.

### 결혼생활
프랑수아 1세(재위 1515-1547)를 그녀를 무시하며 애인 안네 드 피셀레우 드힐리를 가까이 했다. 1533년 의붓아들이자 두번째 왕자 앙리(훗날 앙리 2세)와 카트린 드 메디시스의 결혼식에 참석하는등 프랑스 왕실의 공식 행사에서 왕비 역할에 충실했다. 그녀는 자선사업에 힘썼으며 의붓딸인 매들린과 마거릿을 잘 돌보았다.
프랑스의 여왕으로서 엘레오노레는 어떠한 정치적 힘도 가지고 있지 않았다. 그러나 그녀는 프랑스와 신성로마제국 사이의 접촉창구로 이용되었다. 1538년 아이게스-모트(Aigues-Mortes)에서 열린 프랑수아와 카를 5세의 평화협상에 참석하였다. 1544년에는 카를 5세와의 평화협상에 참여하였다. 1547년 프랑수아 1세가 사망하자 미망인이 되었으며 프랑스의 전 왕비로서 투렌 공작령을 받았다. 프랑수아 1세와의 사이에는 아이가 없었다.

## 말년과 사망
1548년 프랑스를 떠나 브뤼셀로 갔다. 1556년 8월, 동생 메리와 함께 스페인으로 이주한후 자란딜라 데 라 베라에서 여동생과 함께 지냈다. 에스트레마두라 지방의 유스테 수도원 자주 찾아가서 은퇴후 그곳에서 은둔생활을 하고 있는 남동생 카를 5세를 여러번 만났다. 1558년, 그녀는 바다조즈에서 28년 만에 처음으로 딸 마리아를 만났다. 엘레오노레는 1558년 바다조즈에서 돌아오는 여행 중에 죽었다.

## 가족
- 남편 : 마누엘 1세 포르투갈 국왕
  - 아들 : 카를로스(1520~1521)
  - 딸 : 마리아(1521~1577)
- 남편 : 프랑수아 1세 프랑스 국왕

## 같이 보기
- 이탈리아 전쟁 (1521~1526)
- 코냑 동맹 전쟁 (1526~1530)
- 모하치 전투 (1526년)
- 독일 농민 전쟁 (1524~1525)
- 마리냐노 전투 (1515년)
- 파비아 전투 (1525년)